# No. 452 Squadron RAAF

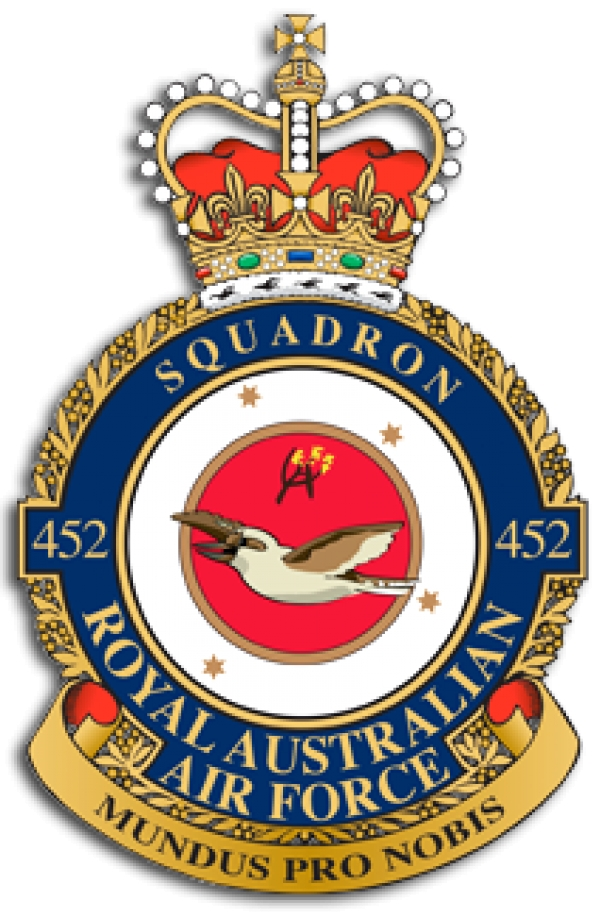
Emblème de l'unité.

Le No. 452 Squadron RAAF (452e escadron) est une unité de contrôle de la circulation aérienne de la Royal Australian Air Force (RAAF).
Elle a été créée en 1941 en tant qu'escadre de chasse, conformément à l'article XV au cours de la Seconde Guerre mondiale.
L'escadron a piloté des Supermarine Spitfire pendant toute la guerre, d'abord au-dessus du Royaume-Uni puis de l'Europe occupée par les Allemands.
L'unité a ensuite été rapatriée en Australie et aux Indes orientales néerlandaises, avant d'être dissoute en 1945.
Elle a repris dans son rôle actuel en février 2011.